# Karel Buls

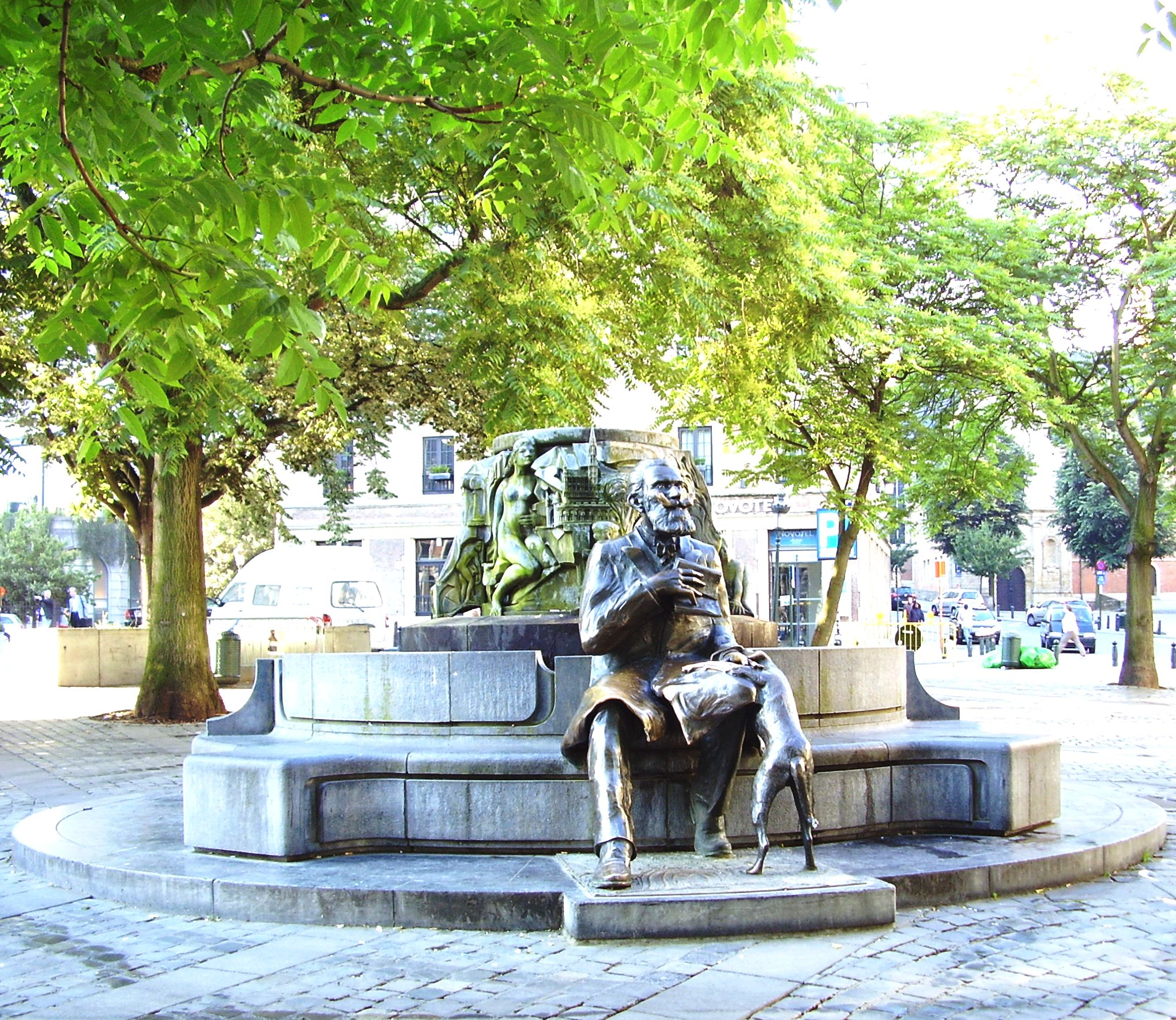
Denkmal in Brüssel

Karel Frans Gommaar (frz. Charles François Gommaire) Buls (* 13. Oktober 1837 in Brüssel; † 13. Juli 1914 in Ixelles) war ein belgischer Politiker.

## Leben
Buls studierte die Rechte, wurde Advokat und widmete sich mit großem Eifer der Sache des öffentlichen Unterrichts. Er wurde Mitglied und Präsident des Vereins Ligue belge de l'enseignement und schrieb: Une excursion scolaire à Londres (Brüssel 1872); Vienne en 1873 (1874); La sécularisation de l'enseignement (1876) u. a. Von 1881 bis 1899 war er Bürgermeister von Brüssel, 1882–1884 und 1886–1894 liberales Mitglied der Kammer. Er setzte sich stark für die Gleichberechtigung der niederländischen Sprache in Belgien ein.
In seiner Zeit als Bürgermeister von Brüssel widmete er sich besonders der Stadtbaukunst, ihm verdankte die Stadt die Herstellung des Großen Marktes und die Erhaltung seiner einheitlich geschlossenen Platzfront.
1911 wurde er zum korrespondierenden Mitglied der Académie royale des Sciences, des Lettres et des Beaux-Arts de Belgique gewählt.
Die Website belgischer Obödienzen benennt ihn als bekannten Freimaurer. Ihm zu Ehren trägt die Buls-Bucht in der Antarktis seinen Namen.